# 3915 Fukushima
3915 Fukushima eller 1988 PA1 är en asteroid i huvudbältet som upptäcktes 15 augusti 1988 av de båda japanska astronomerna Kazuro Watanabe och Masayuki Yanai vid Kitami-observatoriet. Den är uppkallad efter Hisao Fukushima.
Asteroiden har en diameter på ungefär 21 kilometer.